# Золотой глобус (премия, 1951)
8-я церемония вручения наград премии «Золотой глобус»

28 февраля 1951
Лучший фильм : 

«Бульвар Сансет»
8-я церемония вручения наград премии «Золотой глобус» за заслуги в области кинематографа за 1950 год. Церемония была проведена 28 февраля 1951 года в Лос-Анджелесе, штат Калифорния, США.

## Победители
| Победители выделены отдельным цветом. |

| Категории                                               | Фотографии лауреатов                                              | Победители                                |
| ------------------------------------------------------- | ----------------------------------------------------------------- | ----------------------------------------- |
| Лучший фильм                                            |                                                                   | • «Бульвар Сансет»                        |
| Лучший фильм                                            | • «Всё о Еве»                                                     |                                           |
| Лучший фильм                                            | • «Рождённая вчера»                                               |                                           |
| Лучший фильм                                            | • «Сирано Де Бержерак»                                            |                                           |
| Лучший фильм                                            | • «Харви»                                                         |                                           |
| Лучшая мужская роль — драма                             |                                                                   | • Хосе Феррер — «Сирано Де Бержерак»      |
| Лучшая мужская роль — драма                             | • Луи Кэлхерн — «Великолепный янки»                               |                                           |
| Лучшая мужская роль — драма                             | • Джеймс Стюарт — «Харви»                                         |                                           |
| Лучшая женская роль — драма                             |                                                                   | • Глория Свенсон — «Бульвар Сансет»       |
| Лучшая женская роль — драма                             | • Бетт Дейвис — «Всё о Еве»                                       |                                           |
| Лучшая женская роль — драма                             | • Джуди Холидей — «Рождённая вчера»                               |                                           |
| Лучшая мужская роль — комедия или мюзикл                |                                                                   | • Фред Астер — «Три коротких слова»       |
| Лучшая мужская роль — комедия или мюзикл                | • Дэн Дэйли — «Когда Вилли возвращался домой»                     |                                           |
| Лучшая мужская роль — комедия или мюзикл                | • Гарольд Ллойд — «Сумасшедшая среда или Грех Гарольда Диддлбока» |                                           |
| Лучшая женская роль — комедия или мюзикл                |                                                                   | • Джуди Холидей — «Рождённая вчера»       |
| Лучшая женская роль — комедия или мюзикл                | • Спринг Байинтон — «Луиза»                                       |                                           |
| Лучшая женская роль — комедия или мюзикл                | • Бетти Хаттон — «Энни, возьми своё ружьё»                        |                                           |
| Лучший режиссёр                                         |                                                                   | • Билли Уайлдер — «Бульвар Сансет»        |
| Лучший режиссёр                                         | • Джордж Кьюкор — «Рождённая вчера»                               |                                           |
| Лучший режиссёр                                         | • Джон Хьюстон — «Асфальтовые джунгли»                            |                                           |
| Лучший режиссёр                                         | • Джозеф Лео Манкевич — «Всё о Еве»                               |                                           |
| Лучший актёр второго плана                              |                                                                   | • Эдмунд Гвенн — «Мистер 880»             |
| Лучший актёр второго плана                              | • Джордж Сандерс — «Всё о Еве»                                    |                                           |
| Лучший актёр второго плана                              | • Эрих фон Штрогейм — «Бульвар Сансет»                            |                                           |
| Лучшая актриса второго плана                            |                                                                   | • Джозефин Халл — «Харви»                 |
| Лучшая актриса второго плана                            | • Джуди Холидей — «Ребро Адама»                                   |                                           |
| Лучшая актриса второго плана                            | • Телма Риттер — «Всё о Еве»                                      |                                           |
| Лучший кинооператор (чёрно-белый фильм)                 |                                                                   | • Франц Планер — «Сирано Де Бержерак»     |
| Лучший кинооператор (чёрно-белый фильм)                 | • Гарольд Россон — «Асфальтовые джунгли»                          |                                           |
| Лучший кинооператор (чёрно-белый фильм)                 | • Джон Ф. Зейтц — «Бульвар Сансет»                                |                                           |
| Лучший кинооператор (цветной фильм)                     |                                                                   | • Роберт Л. Сёртис — «Копи царя Соломона» |
| Лучший кинооператор (цветной фильм)                     | • Эрнест Палмер — «Сломанная стрела»                              |                                           |
| Лучший кинооператор (цветной фильм)                     | • Джордж Барнс — «Самсон и Далила»                                |                                           |
| Лучший сценарий                                         |                                                                   | • Джозеф Лео Манкевич — «Всё о Еве»       |
| Лучший сценарий                                         | • Джон Хьюстон — «Асфальтовые джунгли»                            |                                           |
| Лучший сценарий                                         | • Чарльз Брэкетт — «Бульвар Сансет»                               |                                           |
| Лучшая музыка к фильму                                  |                                                                   | • Франц Ваксман — «Бульвар Сансет»        |
| Лучшая музыка к фильму                                  | • Бронислав Капер — «Её собственная жизнь»                        |                                           |
| Лучшая музыка к фильму                                  | • Лейт Стивенс — «Место назначения — Луна»                        |                                           |
| Премия Генриетты (избранный мировой фильм)              |                                                                   | • Грегори Пек                             |
| Премия Генриетты (избранный мировой фильм)              | • Джейн Уайман                                                    |                                           |
| Лучший фильм по развитию международного взаимопонимания |                                                                   | • Делмер Дэйвс — «Сломанная стрела»       |
| Лучший фильм по развитию международного взаимопонимания | • Джордж Ситон — «Большой подъём»                                 |                                           |
| Лучший фильм по развитию международного взаимопонимания | • Уильям Уэллман — «Вы услышите следующий голос...»               |                                           |
| Новая звезда года                                       |                                                                   | • Джин Нельсон                            |
| Новая звезда года                                       | • Мала Пауэрс                                                     |                                           |
| Новая звезда года                                       | • Дебби Рейнольдс                                                 |                                           |